# Џозеф Лагу
Џозеф Лагу (енгл. Joseph Lagu) је био други председник Извршног већа Аутономног региона Јужни Судан од 1978. до 1979. године и потпредседник Судана у периоду 1982-1985. Рођен је у месту Момокве, у вилајету Источна Екваторија 21. новембра 1931. године. Био је члан сепаратистичке организације Ањања, па се њеним расформирањем придружио Народном покрету за ослобођење Судана. Џозеф Лагу је учествовао и у Првом и Другом суданском грађанском рату.